# Wendela Gevers Deynoot
Jkvr. Digna Wendela Gevers Deynoot (Wassenaar, 3 december 1947 – Amsterdam, 18 mei 2025) was een Nederlands kunstenares. Zij werd opgeleid aan de Gerrit Rietveld Academie in Amsterdam en was bekend als beeldhouwster.

## Privéleven
Gevers was een telg uit de adellijke tak van het geslacht Gevers en een dochter van jhr. Willem Anton Gevers Deynoot (1906-1969), officier, werkzaam bij de Rijkspolitie en laatstelijk conservator bij het CBG Centrum voor familiegeschiedenis en publicist, en Elisabeth Frederika Geertruida van Blommestein (1909-1990), medewerkster van het Oranje-Nassau Museum en publiciste over het koningshuis.
Wendela Gevers Deynoot overleed in 2025 op 77-jarige leeftijd.

## Werken
Er staan verscheidene sculpturen van Gevers Deynoot in de openbare ruimte, onder andere in Amsterdam, Leiden, Utrecht, Wassenaar en Zwolle.
- Schelpenvisser, 1984, Wassenaar
- (zonder titel), 1986, Utrecht-Noordwest
- Polaris, 1987, Amsterdam-West
- Haak en oog, 1991, Amsterdam-Zuidoost
- Timpaan aan de zijgevel van de Oranje Nassaukazerne, Amsterdam-Centrum
- Schapenkunstwerk, 2002, Leiden
- (zonder titel), 2005, Zwolle
- Het geheim en het bewijs, ter ere van Anna Blaman, 2010, Amsterdam-Zuidoost

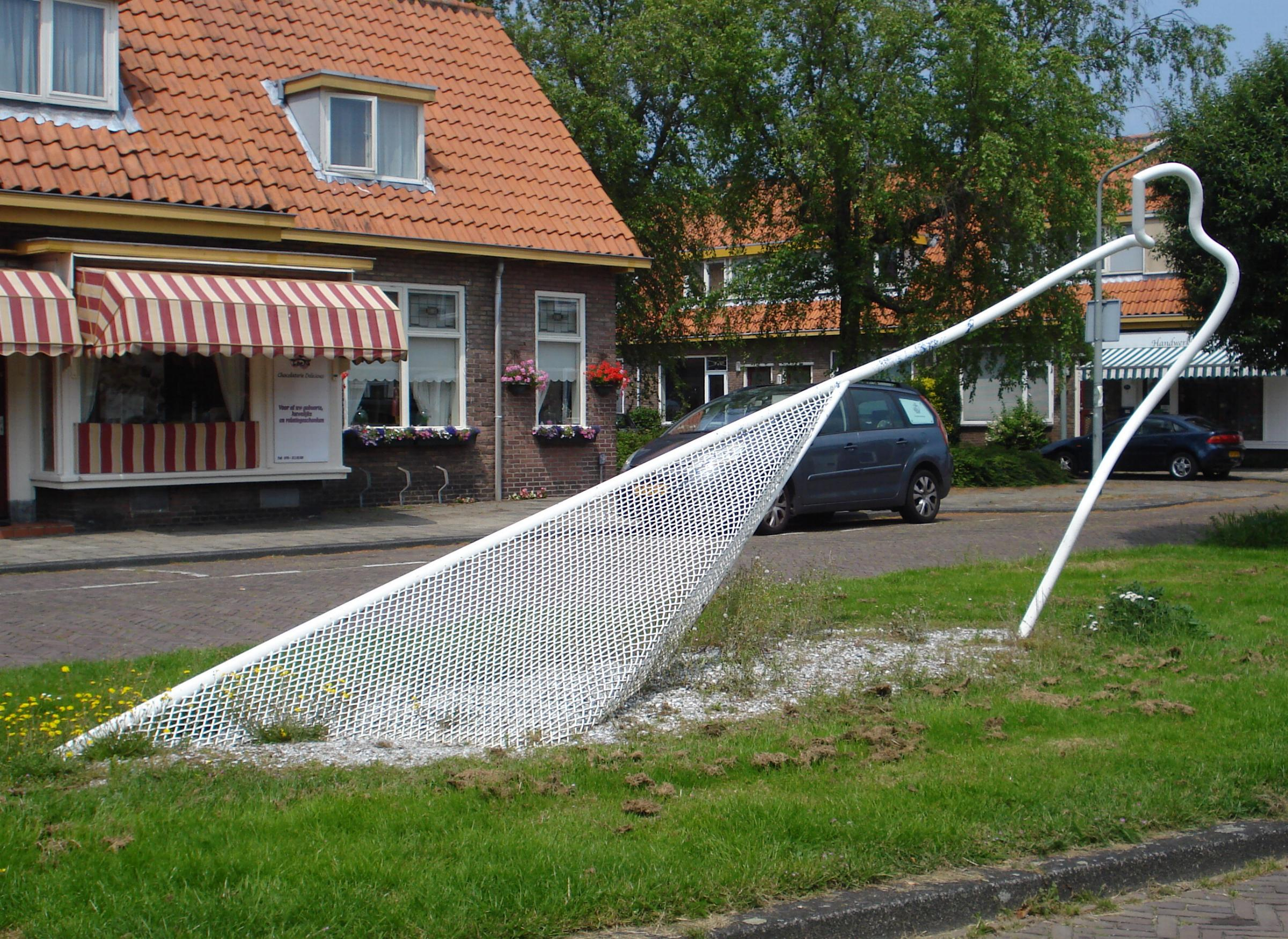
Schelpenvisser (1984), Wassenaar
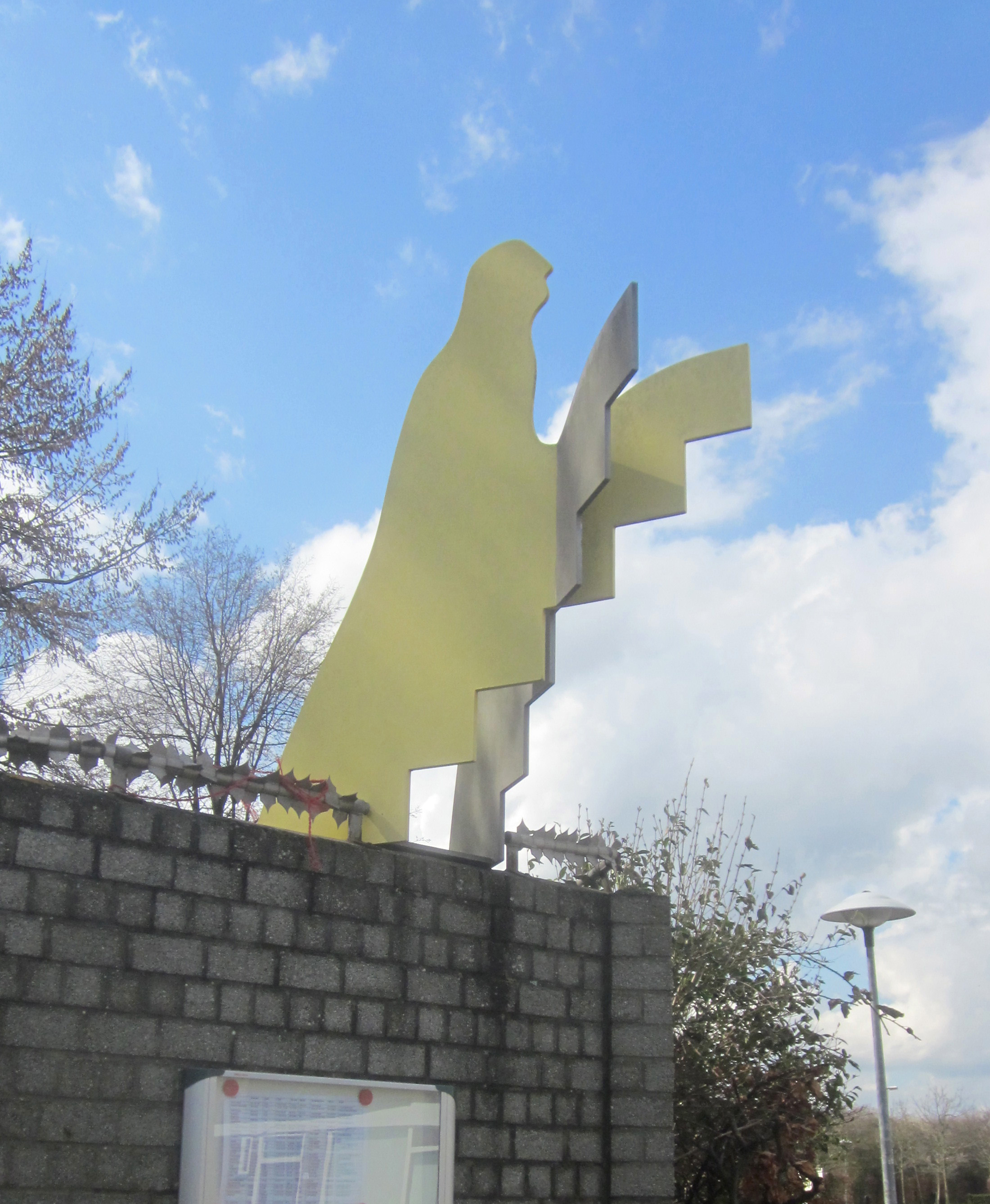
Utrecht (1986)
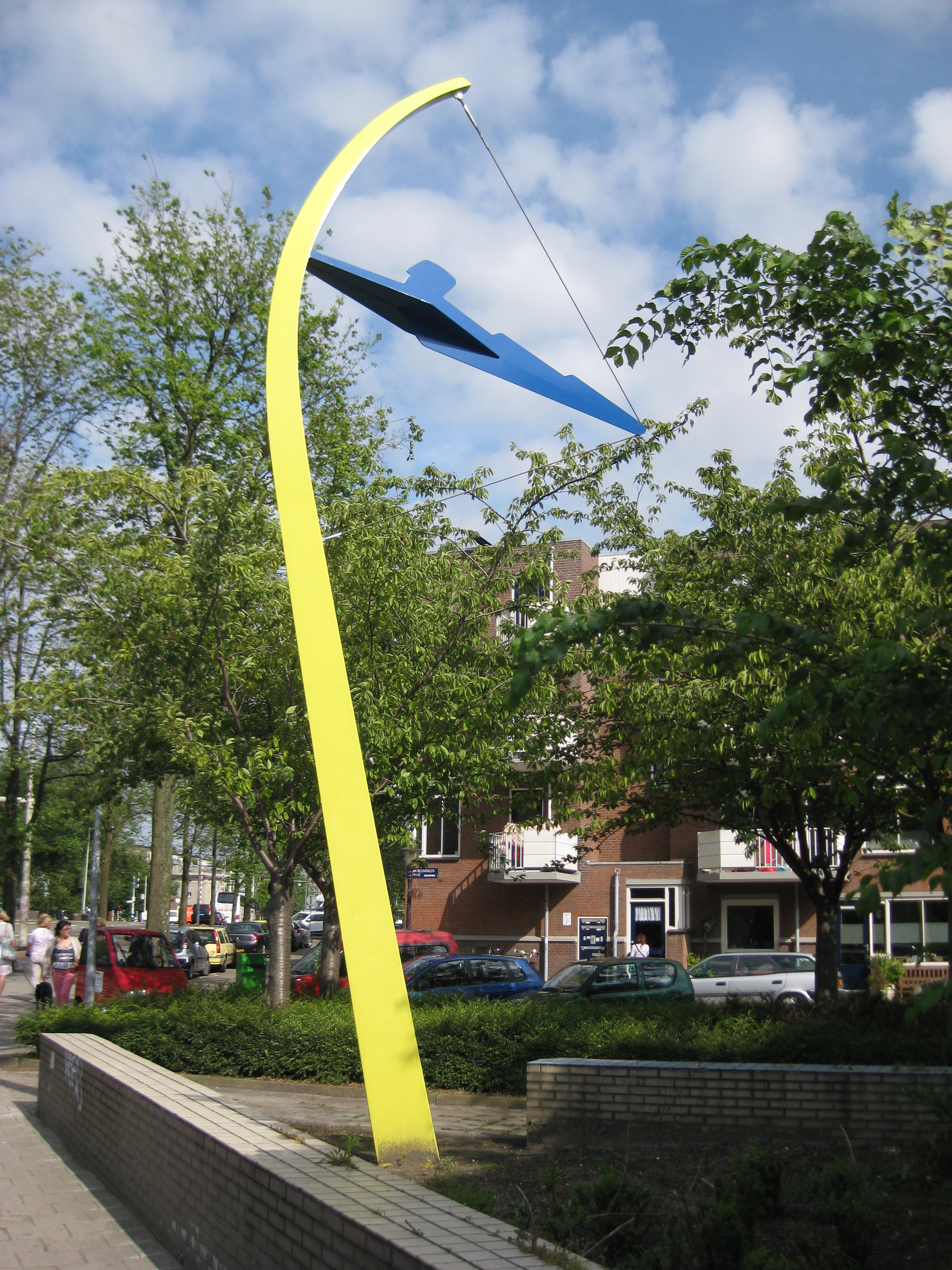
Polaris (1987), Amsterdam-West
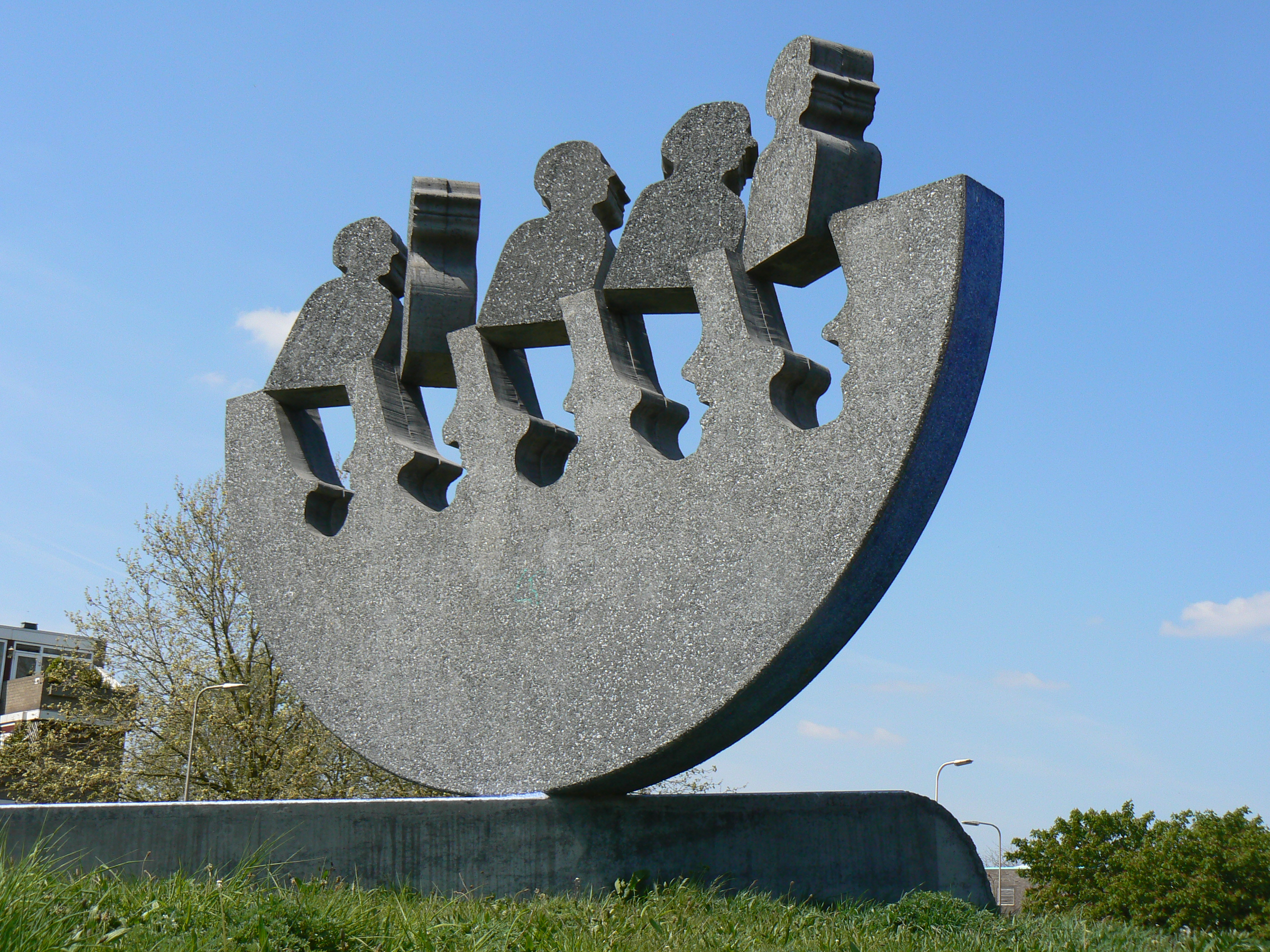
Zwolle (2005)
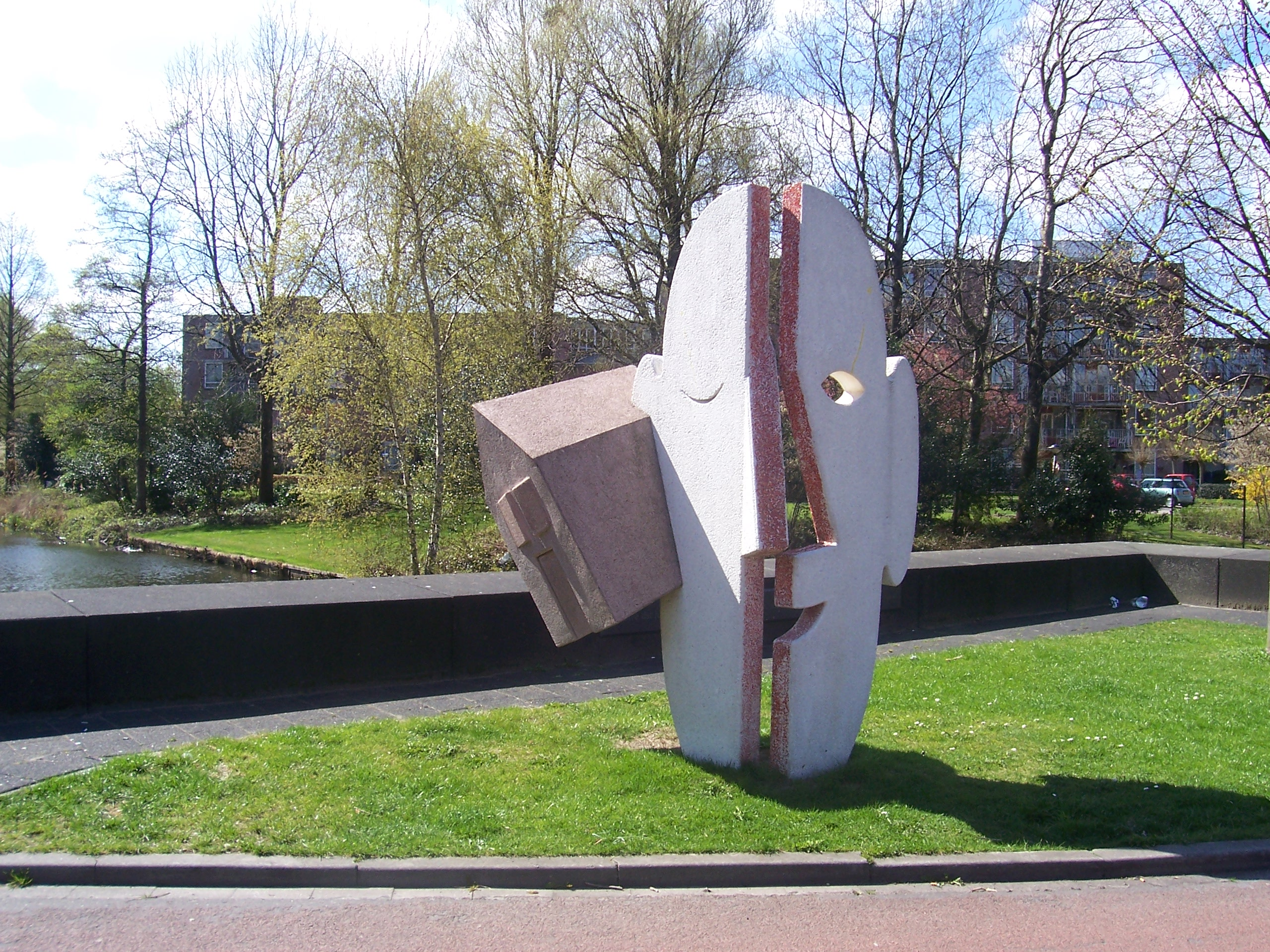
Het geheim en het bewijs (2010), Amsterdam-Zuidoost

- RKD-Nederlands Instituut voor Kunstgeschiedenis: 31275